# مارك ماكامون
مارك ماكامون (بالإنجليزية: Mark McCammon)‏ هو لاعب كرة قدم باربادوسي في مركز الهجوم، ولد في 7 أغسطس 1978 في Chipping Barnet ‏ في المملكة المتحدة. شارك مع منتخب باربادوس لكرة القدم. أما مع النوادي، فقد لعب مع برادفورد سيتي وبرايتون أند هوف ألبيون وبرينتري تاون وتشارلتون أثلتيك وسويندون تاون وكامبريدج يونايتد ونادي بريستول سيتي ونادي برينتفورد ونادي دونكاستر روفرز ونادي شيفيلد ونادي غيلينغهام ونادي لينكولن سيتي ونادي ميلوول.

## وصلات خارجية
- مارك ماكامون على موقع قاعدة بيانات كرة القدم.إي يو (الإنجليزية)
- مارك ماكامون على موقع ناشيونال فوتبول تيمز (الإنجليزية)
- مارك ماكامون على موقع Soccerbase.com (لاعب) (الإنجليزية)